# Yucca gloriosa

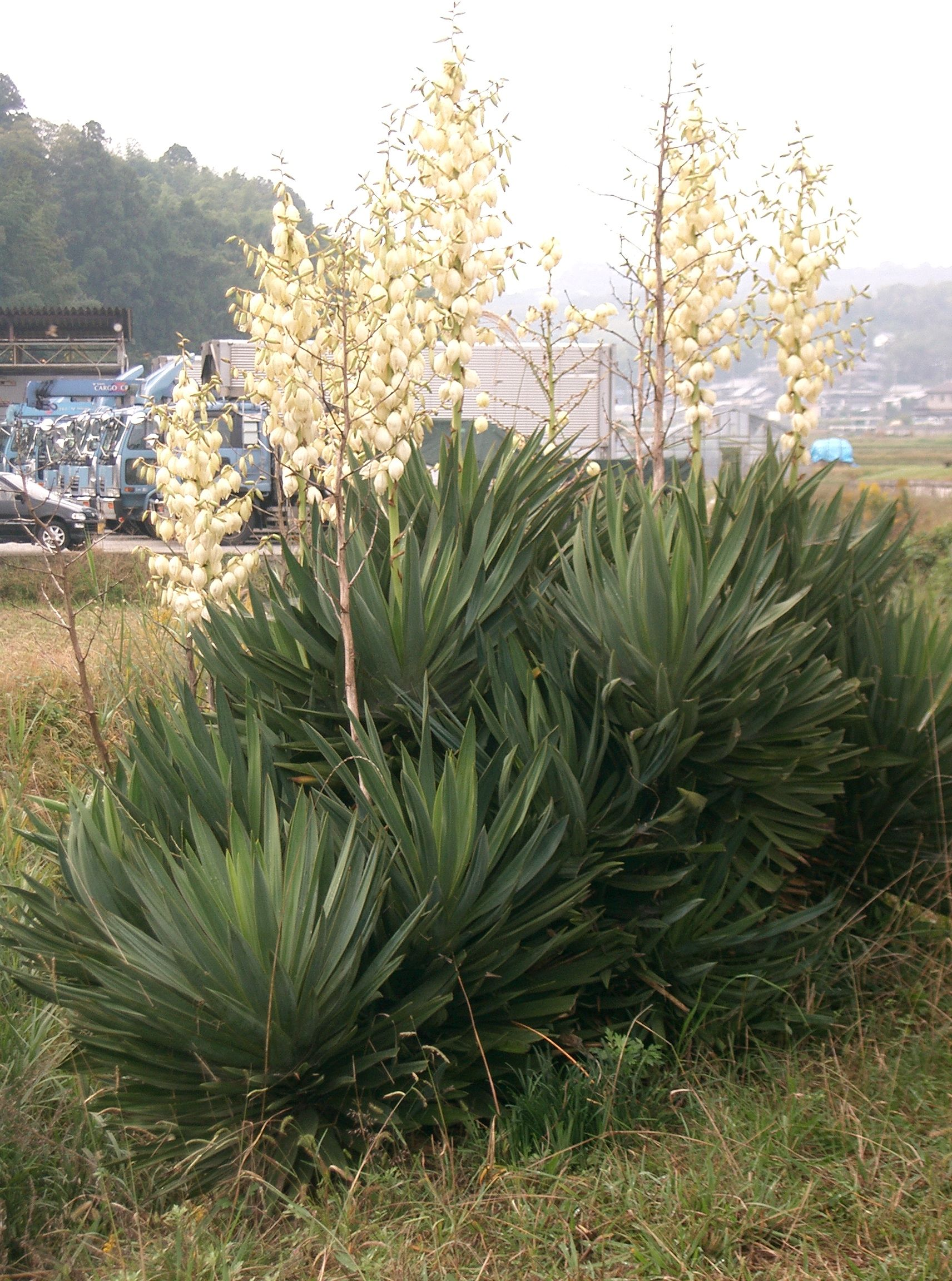

Yucca gloriosa este o specie de Yucca care înflorește vara - toamna. Este un arbust vertical cu tulpini solide și frunze lanceolate, lungi de circa 60 cm. Florile se desfac la începutul toamnei, formând ciorchini verticali.

## Caracteristici
- Frunze[1] - în rozetă, la bază albăstrui
- Flori - mari, campanulate, albe, crem, uneori cu tentă de roșu, în paniculă.
- Tija florală - 1,50 - 1,80 metri înălțime

## Galerie imagini

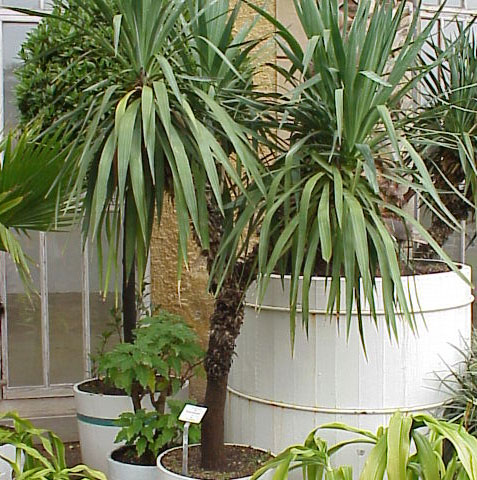
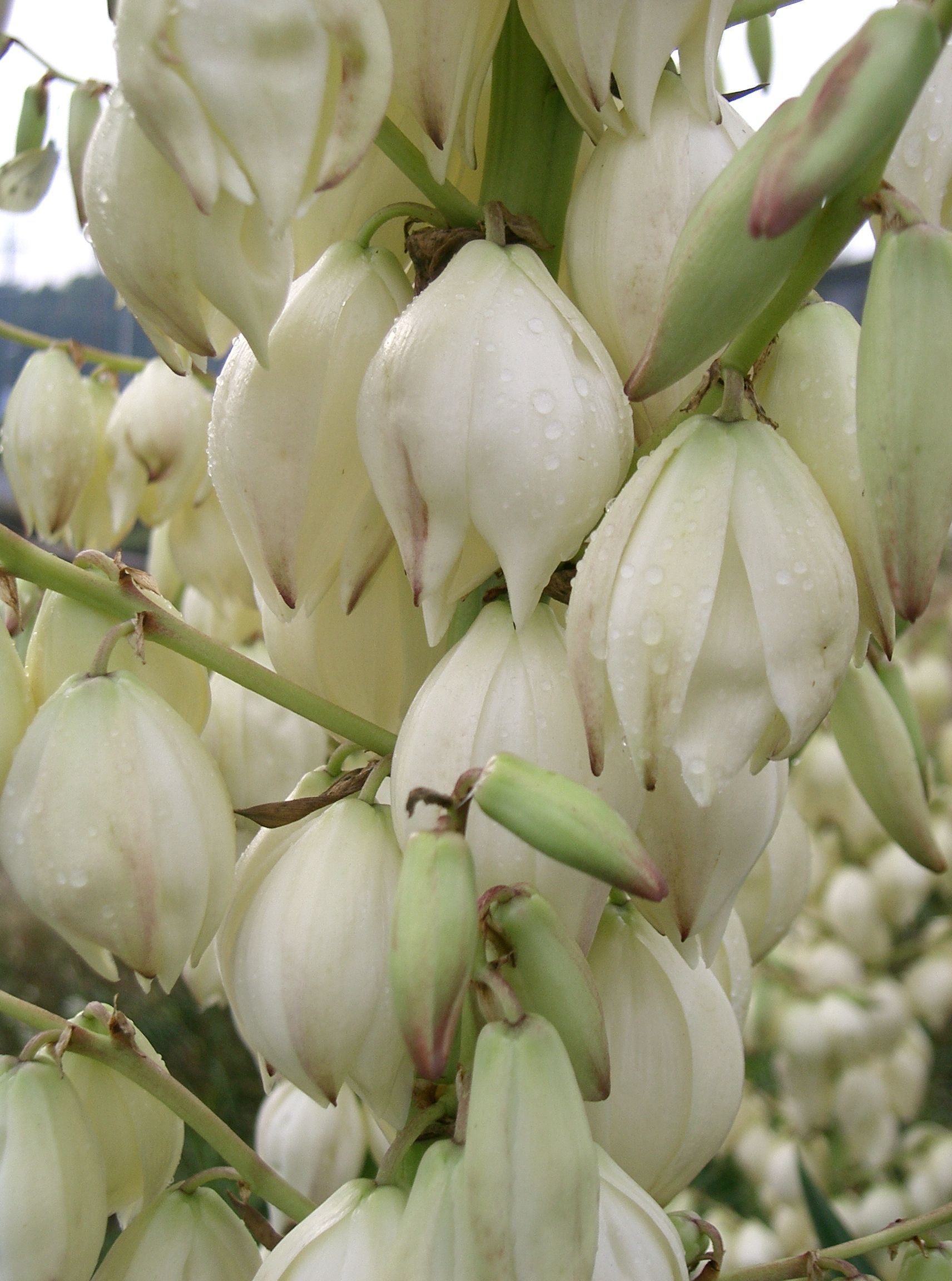
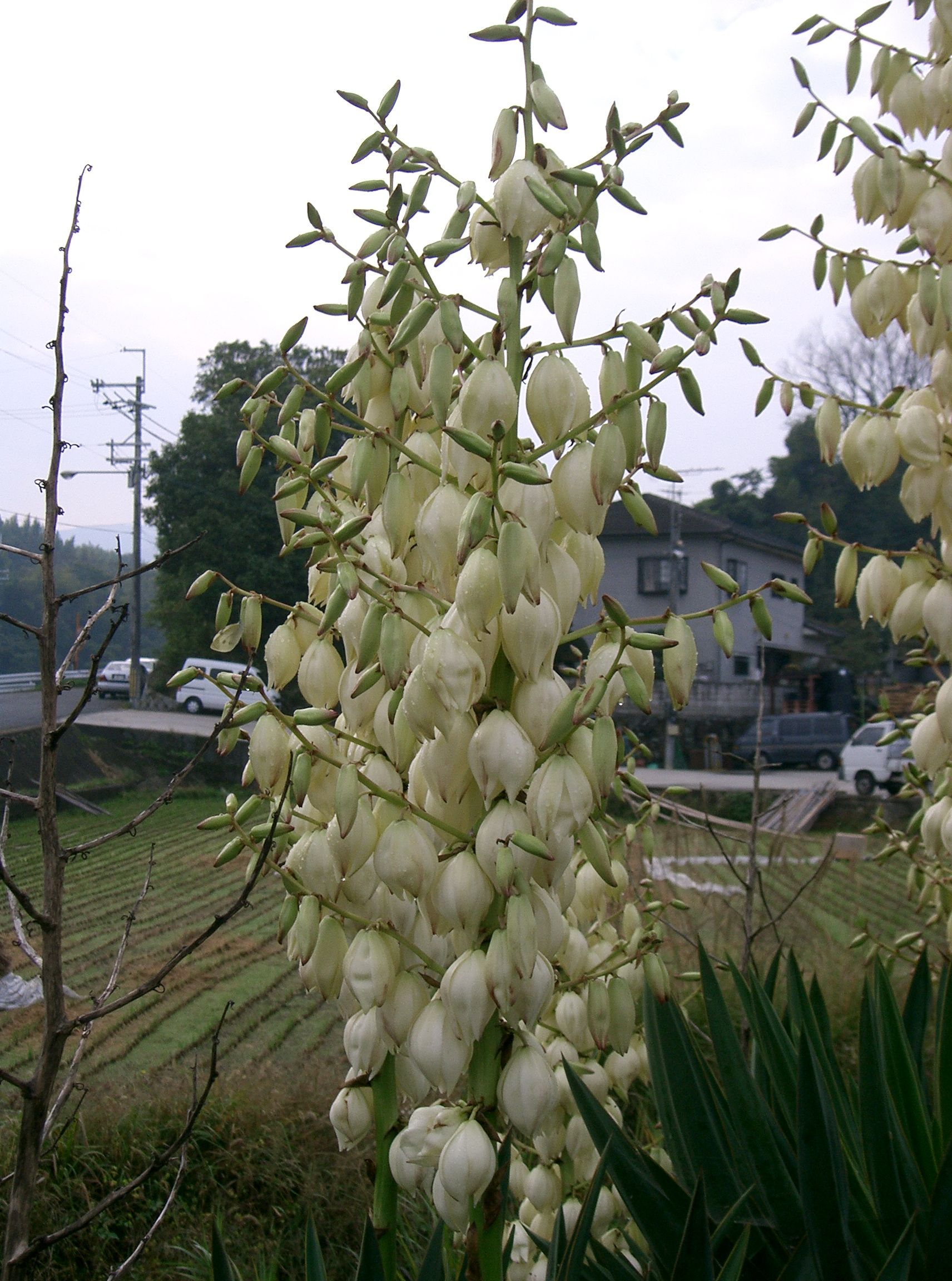
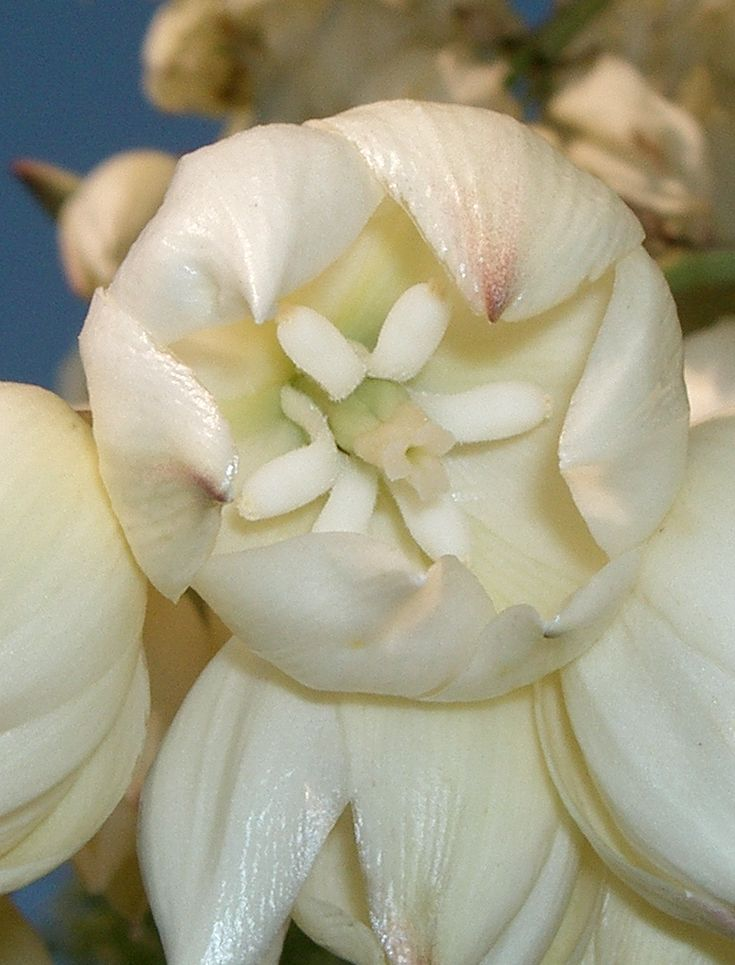